# ビナウォーク
ビナウォーク (ViNAWALK) は、神奈川県海老名市に所在する小田急SCディベロップメント運営の複合商業施設。2002年（平成14年）4月19日に開業した。

## 概要・沿革
当施設が立地する海老名駅東口地区は、海老名市により1987年（昭和62年）12月に「商業・業務・文化レクリエーション機能の集積」を目標に地区計画が策定された。その当時の海老名駅周辺は「へそのない街」といわれる状況にあり、駅前地区の活性化を図る必要があった。1994年（平成6年）に事業計画が策定されたが、その当時は住民説明会を開催しても住民の関心を得ることができず、事業予定地域となる地権者との交渉も長期間に及んだ。事業主体となったのは小田急電鉄であり、小田急としては老若男女を問わず日々の生活シーンに彩りを与えるような施設にすることを目指した。2020年(令和2年)に小田急電鉄から小田急SCディベロップメントに運営を譲渡した。
当施設開業前における年間入場者予測は、東京ディズニーランドの当時の年間入場者数と同等の1,700万人と設定した。これに関しては小田急社内においても批判があったが、開業後1か月で200万人以上が入場し、海老名駅の乗降人員も開業前年の同時期に比較して小田急は30%、相模鉄道は20%、東日本旅客鉄道（JR東日本）は50%増加した。
1985年（昭和60年）6月に開園した海老名中央公園を取り囲むように1番館から6番館までの6棟の店舗棟を配する。このうち、1番館と2番館は1989年（平成元年）11月に「VINA1番館」「VINA2番館」として完成している。VINA1番館は2002年（平成14年）1月に改装のためいったん閉店し、約3か月後の同年4月19日には開発が行われていたその他のエリア（3〜6番館）と共に複合商業施設「ビナウォーク」として開業した（※VINA2番館も当施設の一部〈2番館〉として組み込まれている）。またこれと同時に海老名中央公園も再整備されている。
施設名称「ビナウォーク」の「ビナ」 (ViNA) は自然礼賛を意味する"ViVA NATURE"の略語であり、ロゴマークの英字表記"Rambling Terrace"（ランブリングテラス）のRambling（ぶらぶら歩き）と組み合わせて「歩いて楽しめる界隈」を意図している。また、「ランブリングテラス」は海老名駅と2番館以外の各店舗棟の2階部分を連絡する面積8,000m2の公開街路の名称でもある。単に駅と施設を連絡するだけではなく、海老名中央公園や施設外の市街地も繋ぐ回遊性の高い街路となっている。ランブリングテラスのうち、5番館部分には単なる雨避けにとどまらず、開放的な感覚を生み出す目的で翼をモチーフとした大屋根が配されている。

## フロア構成・主なテナント
核店舗は3番館の海老名マルイ（旧・マルイファミリー海老名）と、6番館のシネマコンプレックス・TOHOシネマズ海老名（旧・ヴァージンシネマズ海老名）である。1〜6番館およびビナプラス、ビナフロントの事業主体はいずれも小田急電鉄となっている。
1番館「デイリーセレクトショップ/生鮮市場」（北緯35度27分10.8秒 東経139度23分31.3秒/フロア詳細）
1階は生鮮食品等を扱う店舗が5店舗出店している。2002年の開業以来「ビナウォーク生鮮市場」というフロア名称であったが、2012年10月23日に「ViNA ONE FoodS」としてリニューアル開業した。このほか2階にはドラッグストアなどが、3階にはCD販売店などが、4階には書店が出店している。
2番館「呑み処ビナ横丁」（地図〈A・B〉/フロア詳細）
厳密にはA・Bに分かれ、Aは居酒屋・飲食店が主体、Bは1階に飲食店などが出店し、2階と3階は学習塾である。
3番館「マルイ&レストラン・フードコート」（北緯35度27分10秒 東経139度23分36.3秒/フロア詳細）
1階の一部はフードコート、6階はレストラン街である。
4番館「クリニック&ビューティーサービス」（北緯35度27分10.4秒 東経139度23分40.5秒/フロア詳細）
診療所・調剤薬局のほか、託児所・美容室などが出店している。
5番館「ファッション&ライフスタイルショップ」（北緯35度27分7.2秒 東経139度23分36.5秒/フロア詳細）
生活雑貨・ファッション・レストランなどが出店。
6番館「アミューズメント&ロードサイドレストラン」（北緯35度27分9.3秒 東経139度23分43.6秒/フロア詳細）
2階には10スクリーン・2,278席を有するTOHOシネマズ、ゲームセンター、鉄道模型店などが出店するほか、1階にはラーメン店7店舗が集結する「ビナウォーク らーめん処」がある。鉄道模型店「ポポンデッタ with 小田急トレインギャラリー」は小田急電鉄の鉄道資料展示スペースを併設する。
ビナプラス「ファッション ホビー&ライフ」（北緯35度27分5.8秒 東経139度23分31秒/フロア詳細）
当施設の隣接地（厳密には交番と三菱UFJ銀行海老名支店の建物を挟む）には、携帯電話キャリアショップや飲食店などが出店するビナプラス (ViNA Plus) が2005年10月5日に開業。ビナウォークの一部という扱いになっている。
ビナフロント「ファッション&カフェ レジデンス」（北緯35度27分8秒 東経139度23分28秒/フロア詳細）
海老名駅と直結し、衣料品店や雑貨店などが入店する商業施設（1-4階）と賃貸住宅（5-11階）から構成されるビナフロント (ViNA FRONT) が2014年10月17日に開業した。このうち、商業施設エリアについてはビナウォークの一部という扱いになっている。

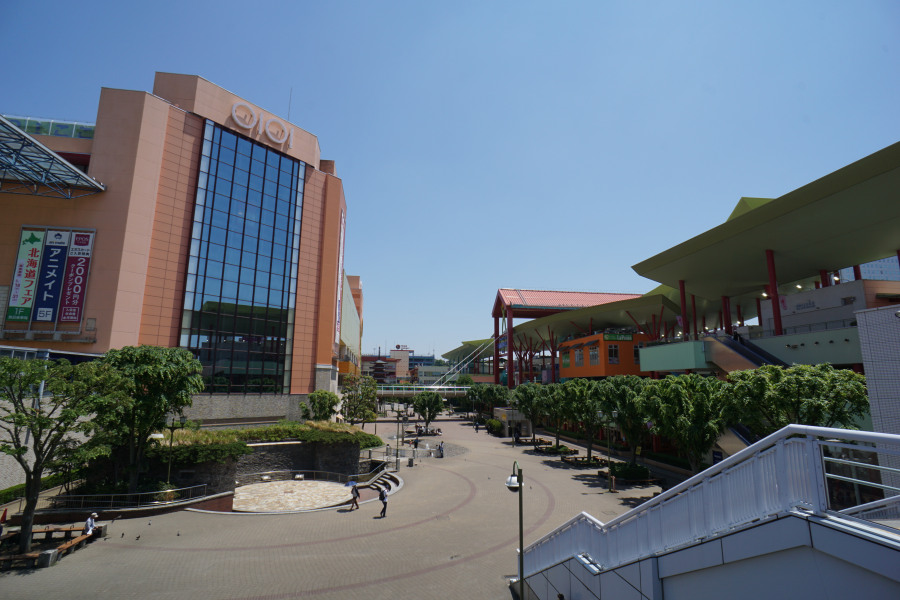
海老名駅ペデストリアンデッキよりビナウォーク6番館方面を望む。左は3番館、右は5番館。下部は海老名中央公園。園内には相模国分寺七重塔のミニチュア版が建つ。
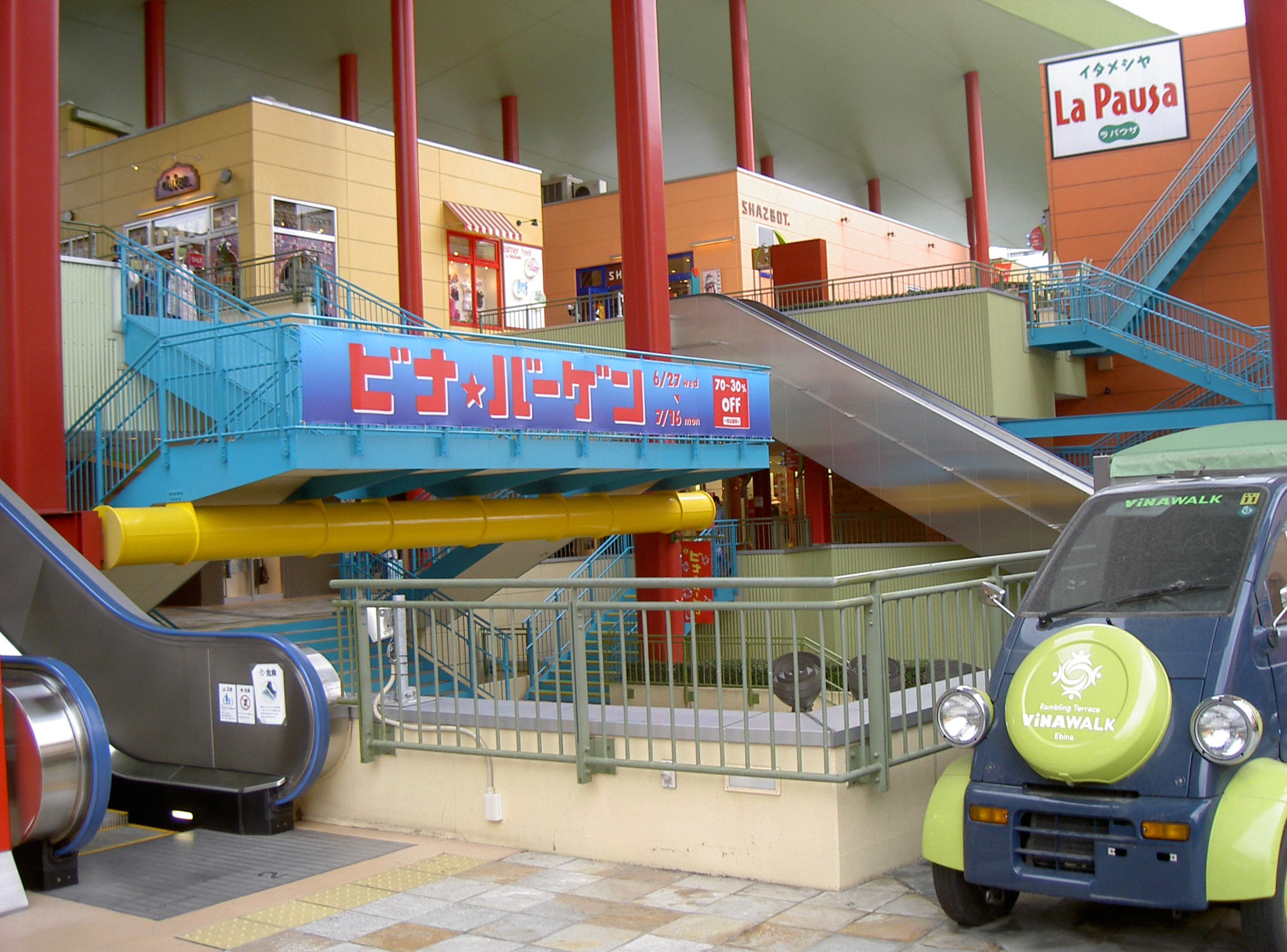
5番館中央部は入り組んだ構造になっている。
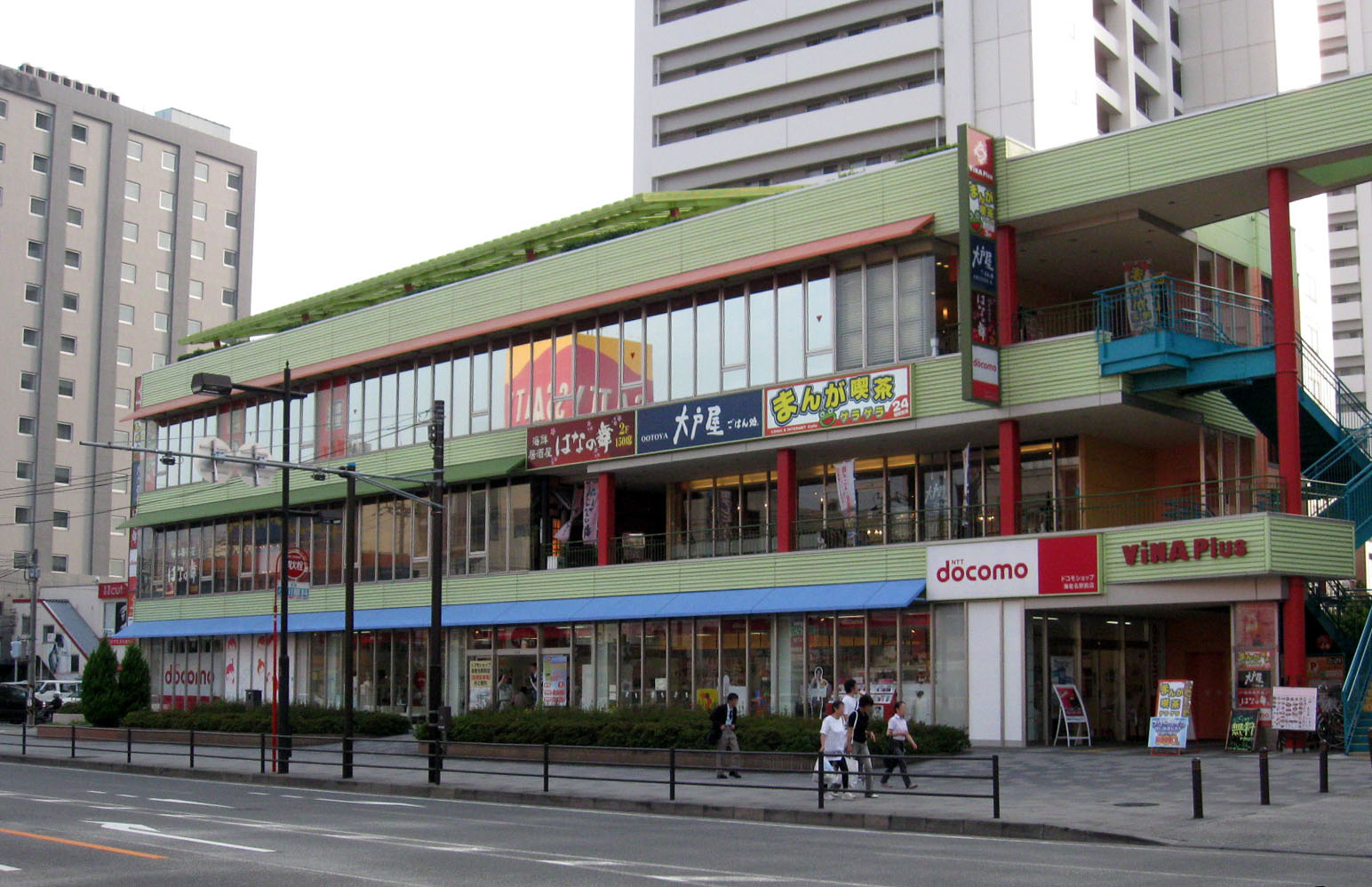
ビナプラスの建物外観。
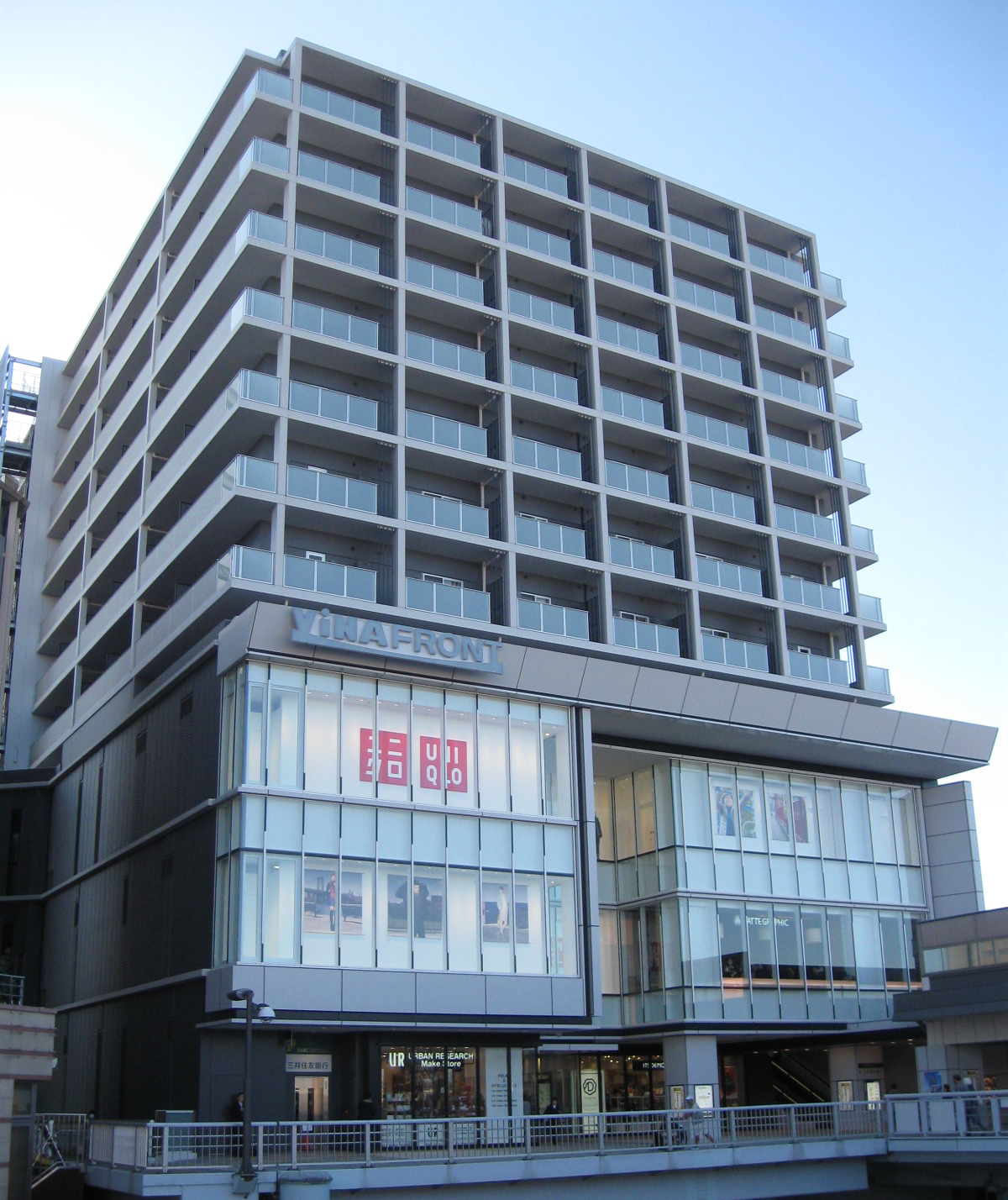
ビナフロントの建物外観。

## TOHOシネマズ海老名
6番街2階にあるTOHOシネマズの運営によるシネマコンプレックス。10スクリーン、2,198席（車椅子22席）を有する。
開館当初はTOHOシネマズの前身である『ヴァージンシネマズ海老名』としてオープンし、10スクリーンすべてがTHX認定を受けていた。
当館で最も収容できる1番スクリーンは630人（車椅子4人）である。2022年1月現在、映画館のスクリーンとしてはTOHOシネマズ梅田の1番スクリーン（733人）に次いで国内2番目に大きいキャパシティを持ち、東日本としては最多。またスクリーンサイズは横幅22.67m×高さ9.5mであり開館当初は通常の常設館としては日本最大であった。現在もIMAXシアターなどを除くスクリーンとしては日本最大級の大きさを誇る。
現在の10番スクリーンは開館当初「プレミアスクリーン」であった。2009年3月14日より通常スクリーンに改装されている。
2016年11月に「MediaMation MX4D」を導入。

### 沿革
- 2002年（平成14年）4月19日 - 『ヴァージンシネマズ海老名』として開館。
- 2003年（平成15年）4月7日 - 運営・経営がヴァージンシネマズ・ジャパンからTOHOシネマズへ移管。
- 2004年（平成16年）2月28日 - 『TOHOシネマズ海老名』に改称。
- 2009年（平成21年）3月14日 - プレミアスクリーンが廃止となり、現在のスクリーン10に改装。同時に発券システムも変更している。

| No. | 座席 | 車椅子 | サイズ(m) | サイズ(m) | 備考                 |
| No. | 座席 | 車椅子 | 縦        | 横        | 備考                 |
| --- | ---- | ------ | --------- | --------- | -------------------- |
| 1   | 630  | 4      | 9.5       | 22.6      |                      |
| 2   | 301  | 2      | 6.4       | 15.1      |                      |
| 3   | 205  | 2      | 5.6       | 13.1      |                      |
| 4   | 92   | 2      | 4.0       | 9.4       | MX4D                 |
| 5   | 165  | 2      | 4.4       | 10.3      |                      |
| 6   | 145  | 2      | 4.0       | 9.4       |                      |
| 7   | 145  | 2      | 4.0       | 9.4       |                      |
| 8   | 145  | 2      | 4.0       | 9.4       |                      |
| 9   | 200  | 2      | 5.0       | 12.4      |                      |
| 10  | 170  | 2      | 4.8       | 11.2      | 旧プレミアスクリーン |

## イメージキャラクター
当施設のイメージキャラクターはエビをモチーフとした「ビナセブン」 (ViNASEVEN) である。エビワンからエビセブンまでの七匹で構成され、リーダーのエビセブン以外は1番館 - 6番館に対応している。なお、以前のイメージキャラクターは猫の「ヴィニー」であった。

## 付記
- tvkの音楽番組『saku saku』では2011年5月より毎月第2・第4木曜日に「ビナウォーク情報コーナー」を放送。以前は毎週金曜日に映画やイベント開催の情報を放送していた。
- いきものがかりがインディーズで活動していた頃にイベントライブを当施設で度々開催しており、メジャー・デビュー後も新作リリース時にイベントを開催していた。なお、当施設で開催される音楽ライブなどの詳細情報は公式サイト「イベント/キャンペーン」を参照。